# Hieracium duronense
Hieracium duronense es una especie de planta con flor del género Hieracium, de la familia Asteraceae, orden Asterales.

## Distribución
Hieracium duronense se distribuye por Italia.

## Taxonomía
Fue descrita científicamente por Gottschl. Fue publicada en Linzer Biol. Beitr.